# 東金郵便局
東金郵便局（とうがねゆうびんきょく）は、千葉県東金市にある郵便局。民営化前の分類では集配普通郵便局であった。

## 概要
住所：〒283-8799 千葉県東金市東岩崎2-23-1

## 沿革
- 1872年（明治5年）旧7月 - 東金郵便取扱所として開設[1]。
- 1873年（明治6年） - 東金郵便役所となる。
- 1875年（明治8年）1月1日 - 東金郵便局（四等）となる。翌日より為替取扱を開始。
- 1876年（明治9年）2月1日 - 貯金取扱を開始。
- 1893年（明治26年）2月1日 - 東金郵便電信局となる。
- 1903年（明治36年）4月1日 - 通信官署官制の施行に伴い東金郵便局となる。
- 1960年（昭和35年）12月1日 - 特定郵便局から普通郵便局に局種別改定[2]。
- 1961年（昭和36年）11月13日 - 電話交換、和文電報配達、国内欧文電報受付・配達、国際電報受付・配達の各業務を、東金電報電話局に移管。
- 1981年（昭和56年）10月5日 - 東金市東金から同市東岩崎二丁目に移転。
- 1999年（平成11年） - 外国通貨の両替および旅行小切手の売買に関する業務取扱を開始。
- 2007年（平成19年）10月1日 - 民営化に伴い、併設された郵便事業東金支店に一部業務を移管。
- 2012年（平成24年）10月1日 - 日本郵便株式会社発足に伴い、郵便事業東金支店を東金郵便局に統合。

## 取扱内容
- 郵便、印紙、ゆうパック、内容証明
- 貯金、為替、振替、振込、国際送金、外貨両替・トラベラーズチェック、国債、投資信託
- 生命保険、バイク自賠責保険、自動車保険
- ゆうちょ銀行ATM
- 東金市内の集配業務
- ゆうゆう窓口

## 周辺
- 東金市役所
- 東金市立東金中学校
- 国道126号

## アクセス
- JR東金線 東金駅から徒歩約10分
- 九十九里鉄道バス 東金中学校前停留所下車
- 東金九十九里有料道路 押堀ICから北東へ約2km
- 駐車場あり：14台